# Důl Kukla
Důl Kukla (v letech 1947–1973 důl Václav Nosek) byl černouhelný důl ve městě Oslavany v Rosicko-oslavanské pánvi, který fungoval v letech 1865–1973.

## Historie

### Vznik a rozvoj

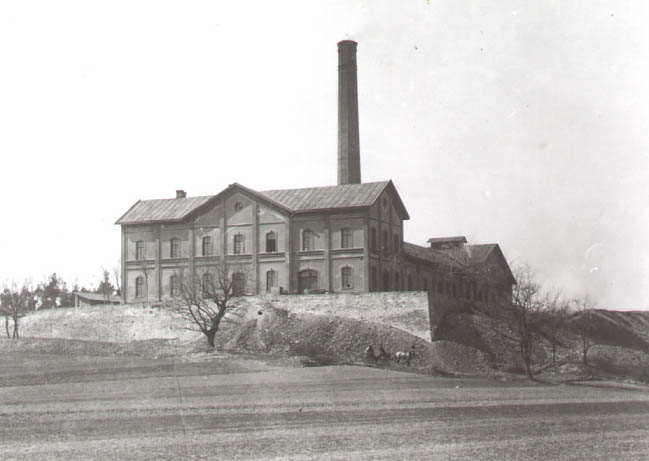
Areál dolu Kukla v roce 1888

Původní jáma, tzv. Nová, byla zaražena v roce 1861 a dokončena o čtyři roky později. V dalších desetiletích, kdy se pro ni vžilo jméno Kukla, sloužila jako větrací, odvodňovací, lezní a v případě nutnosti také jako vedlejší těžní šachta dolu Františka v Padochově. Na začátku 20. století bylo rozhodnuto o jejím obnovení a zmodernizování, k čemuž došlo v letech 1911–1913. Vznikl tak zde důl Kukla, který se stal centrální jámou oslavanské části uhelného revíru a který dodával uhlí do blízké oslavanské elektrárny. V místě zbořených původních budov vznikl nový areál s moderní, 41 m vysokou železobetonovou těžní věží s elektrickým těžním strojem Koepe (první v Rakousku-Uhersku), jenž byl umístěn v nejvyšší části věže. Kukla se tak stal prvním dolem na území dnešního Česka, jehož stroj byl zabudován do těžní věže. Důl byl od roku 1914 spojen s jámou Františka a s třídírnou uhlí (prádlem) u elektrárny dvěma nákladními visutými lanovými drahami. Vedlejší šachta Františka sloužila pro těžbu jen krátce (dále byla využívána jako větrací a odvodňovací), takže tato lanovka byla zanedlouho zrušena.
V roce 1921 došlo v dole Kukla k explozi plynů, při které zahynulo 26 horníků. Jejich pomník je umístěn na oslavanském hřbitově.

### Za německé okupace
Roku 1941 byl v areálu dolu zřízen židovský pracovní tábor fungující do konce války. V té době zde byl báňským inženýrem spisovatel Mirek Elpl; jeho manželka Anna (Židovka) pracovala v letech 1943–1944 v kuchyni pracovního tábora.

### Po osvobození Československa
V roce 1947 získal důl nové jméno po Václavu Noskovi.
Součástí dolu Václav Nosek byly také dvě pomocné jámy, jejichž dolová pole byla jeho součástí: Anna ve Zbýšově, kde se těžilo v letech 1944–1967, a Františka v Padochově, jež byla k těžbě opětovně využita v letech 1969–1973.
Vrcholu těžby dosáhl důl Václav Nosek v první polovině 60. let. Například v roce 1963, kdy zde pracovalo 1058 zaměstnanců, bylo vytěženo 386 638 t černého uhlí. V souvislosti s otevřením nové centrální zbýšovské šachty Jindřich II v 60. letech 20. století byla činnost dolu Václav Nosek postupně utlumována. Poslední vůz uhlí byl vytěžen z 11. patra z hloubky 881 m dne 31. srpna 1973. Maximální hloubka dolu byla 903 m.

### Zánik šachty a další využití
Šachta, která ještě do roku 1985 sloužila jako vtažná jáma k odčerpávání důlních vod, byla v roce 1986 uzavřena železobetonovou deskou, v průběhu 90. let zatopena a v letech 2004–2011 postupně zasypána materiálem z bývalé haldy. Areál dolu byl již od jeho uzavření využíván podnikem První brněnská strojírna, který jej postupně upravoval na pobočný strojírenský závod Oslavany. Od roku 1993 je jeho majitelem firma Strojírna Oslavany. V roce 2009 byla těžní věž prohlášena kulturní památkou České republiky. Do té doby chátrající stavba byla v letech 2010–2011 zrekonstruována a dne 1. května 2012 zpřístupněna veřejnosti jako vyhlídková věž s muzeem oslavanských pověstí, kavárnou a víceúčelovým prostorem. V okolí věže, v části areálu bývalého dolu, jenž byl rovněž rekonstruován, vznikl zábavní park Permonium.
Pod dolem u řeky Oslavy ústí dědičná štola.